# Theodor Echtermeyer
Theodor Echtermeyer (* 23. Oktober 1863 in Marienburg (Westpreußen); † 28. Mai 1932 in Berlin) war ein deutscher Gartenbauwissenschaftler.
Echtermeyer, Sohn eines Juristen, absolvierte zunächst eine gärtnerische Ausbildung und wirkte seit 1890 als Obergärtner und Lehrer an der Obst-, Wein- und Gartenbauschule in Wädenswil (Schweiz). 1894 wurde er als Inspektor und Leiter der Königlichen Gärtnerlehranstalt am Wildpark bei Potsdam berufen. Mit der Verlegung der Anstalt 1903 nach Dahlem siedelte er dorthin über. 1909 wurde er zum Königlichen Gartenbaudirektor ernannt. Seit 1924 war er als Honorarprofessor auch Mitglied des Senats der Landwirtschaftlichen Hochschule zu Berlin. 1929 trat er in den Ruhestand. Seine Grabstätte befindet sich auf dem Bornstedter Kirchhof in Potsdam. Er erwarb sich außerordentliche Verdienste um die gärtnerische Fachausbildung und gilt als einer der maßgebenden Wegbereiter für die Schaffung eines gärtnerischen Hochschulstudiums in Deutschland.
Theodor Echtermeyer ist in Potsdam auf dem Bornstedter Friedhof beigesetzt.

## Schriften (Auswahl)
- Die Königliche Gärtnerlehranstalt am Wildpark bei Potsdam 1824-1899. Festschrift. Verlagsbuchhandlung Paul Parey Berlin 1899.
- Gartenbau auf Moorboden. Ein Beitrag zur Ausnutzung unserer deutschen Moore durch gärtnerische Kulturen. Berlin 1911 = Berichte über Landwirtschaft H. 22.
- Die Königliche Gärtnerlehranstalt in Dahlem. Denkschrift zur Erinnerung an das zehnjährige Bestehen der Anstalt in Dahlem. Verlagsbuchhandlung Paul Parey Berlin 1913.